# 가타하마촌
가타하마촌(일본어: 片浜村)은 일본 시즈오카현의 동부, 슨토군에 속했던 촌이다. 현재의 누마즈시 북쪽 끝에 해당한다.

## 역사
- 1889년 4월 1일 - 정촌제 시행에 의해 슨토군 가타하마촌이 성립하였다.
- 1944년 4월 1일 - 가나오카촌, 오오카촌, 시즈우라촌과 함께 누마즈시에 편입되었다.

## 교통

### 철도
촌내에 도카이도 본선이 통과하고 있었지만 역은 없었다. 현재는 구촌 구역에 가타하마역이 있지만, 당시에는 미개업 상태였다. 

### 도로
- 국도 제1호선

## 참고 문헌
- 角川日本地名大辞典編纂委員会,『角川日本地名大辞典 22 静岡県』, 角川書店, 1978年, ISBN 4040012208